# Кальеро, Джованни
Джованни Кальеро (итал. Giovanni Cagliero; 11 января 1838, Кастельнуово-д’Асти, Сардинское королевство — 28 февраля 1926, Рим, королевство Италия) — итальянский куриальный кардинал, ватиканский дипломат и салезианец. Про-апостольский викарий Северной Патагонии с 20 ноября 1883 по 24 марта 1904. Титулярный епископ Магидо с 30 октября 1884 по 24 марта 1904. Титулярный архиепископ Себасте-ин-Армения-Прима с 24 марта 1904 по 6 декабря 1915. Апостольский делегат и чрезвычайный легат в Коста-Рике с 10 июня 1908 по 6 декабря 1915. Апостольский делегат и чрезвычайный легат в Никарагуа с 26 октября 1908 по 6 декабря 1915. Кардинал-священник с 6 декабря 1915, с титулом церкви Сан-Бернардо-алле-Терме с 9 декабря 1915 по 16 декабря 1920. Кардинал-епископ Фраскати с 16 декабря 1920.